# Michel Korb
Pour les articles homonymes, voir Korb.
Michel Korb, né en 1960 à Boulogne-Billancourt, est un compositeur, principalement de musiques de film, chef d'orchestre et chanteur français.
Il est le fils de Nathan Korb, dit Francis Lemarque (1917-2002), et de Ginny Richès.

## Biographie
Il étudie le piano, la flûte, puis évolue vers l’écriture musicale. Il entre au Berklee College of Music, où il obtient en 1984 le diplôme de film scoring, plus particulièrement orienté vers le jazz. Puis il travaille avec Didier Malherbe, Renaud Pion, Philippe Smadje et Roland Romanelli, et se sent de plus en plus attiré par le cinéma, à l'image de son père qui composa, lui aussi, des musiques de films (Les Vieux de la vieille, Le Cave se rebiffe, Playtime, Maurin des Maures...).
Outre le jazz, notamment le jazz manouche, il déclare avoir été très influencé par la musique italienne et les fanfares balkaniques (en),.
Il crée aussi des ambiances musicales pour des livres audio .
Il a dirigé le London Symphony Orchestra, l’Orchestre de Paris et l’Orchestre d'Europe.
Il reçoit en 2012 le prix SACEM de la meilleure composition originale pour le film Eclosion de Jérôme Boulbès.
En 2016, il reprend les chansons de son père Francis Lemarque, après les avoir adaptées en version jazz manouche. S’ensuivent une série de concerts ainsi qu'un album de douze chansons, Michel Korb chante Francis Lemarque,  avec la participation de quelques artistes invités dont Thomas Dutronc, Sanseverino, Audrey, Enzo Enzo et Romain Didier,,.

## Filmographie (bandes originales)

### Longs métrages
- 1999 : Les Quatre Saisons d'Espigoule, de Christian Philibert
- 2002 : Tet'grenné, de Christian Grandman
- 2003 : Travail d'Arabe, de Christian Philibert
- 2003 : Vodka Lemon, de Hiner Saleem
- 2005 : Prendre femme, de Shlomi Elkabetz et Ronit Elkabetz
- 2007 : Le Temps d'un regard, d’Ilan Flammer
- 2008 : Belleville Tour, de Zakia Tahiri et Ahmed Bouchaala
- 2008 : Les Sept Jours, de Shlomi et Ronit Elkabetz
- 2011 : Chez Gino, de Samuel Benchetrit
- 2012 : Hénaut Président, de Michel Muller
- 2014 : Afrik'aïoli, de Christian Philibert[10],[11]

### Courts métrages
- 1999 : Le Puits,  de Jérôme Boulbès
- 2000 : Nouvelles de la tour L, de Samuel Benchetrit
- 2000 : Rascagnes, de Jérôme Boulbès
- 2001 : La Mort de Tau, de Jérôme Boulbès
- 2009 : Le Silence sous l'écorce, de Joanna Lurie
- 2012 : Le Printemps, de Jérôme Boulbès[6]
- 2015 : L'Homme de l'île Sandwich, de Levon Minasian
- 2018 : Le Jour extraordinaire, de Joanna Lurie[10],[11].

### Documentairestélévisés
- 2013 : Paris, années folles : de Montmartre à Montparnasse, de Fabien Béziat, sur France 3
- 2014 : Picasso, l'inventaire d'une vie, de Hugues Nancy, sur Arte, sorti en 2013
- 2014 : Elles étaient en guerre (1914-1918), de Fabien Béziat et Hugues Nancy, sur France 3
- 2015 : François Mitterrand, albums de famille, de Pierre Favier et Hugues Nancy, sur France 3, rediffusé en 2021 sur France 5
- 2015 : Elles étaient en guerre (1939-1945), de Fabien Béziat et Hugues Nancy, sur France 3
- 2017 : L'Épopée des gueules noires, de Fabien Béziat et Hugues Nancy, sur France 2, rediffusé en 2020 sur France 3
- 2017 : Hergé à l'ombre de Tintin, de Hugues Nancy, sur  TV5 Monde
- 2018 : Simone Veil, albums de famille, de Hugues Nancy, sur France 3, rediffusé en "2021 sur France 5
- 2018 :  Les Trésors de Marcel Pagnol, de Fabien Béziat, sur France 3, rediffusé en 2021 sur France 5
- 2019 : Une si Belle Epoque ! La France d’avant 1914 de Hugues Nancy, sur France 3
- 2021 : Charlie, le journal qui ne voulait pas mourir, de Hugues Nancy, sur France 5, sorti en 2020
- 2021 : Révolution !, de Hugues Nancy, sur France 2
- 2021 : Nous paysans, de Fabien Béziat et Agnès Poirier, sur France 2[12],[10],[11].

## Livres audio
- 2005 : Dialogues de bêtes, de Colette
- 2007 : Ensemble, c'est tout, d'Anna Gavalda
- 2018 : Les Vacances du Petit Nicolas, de René Goscinny
- 2018 : Le Petit Nicolas a des ennuis, de René Goscinny
- 2019 : Les Récrés du petit Nicolas, de René Goscinny[4],[10].